# Ferne Snoyl
Ferne Dean Snoyl (Leidschendam, 8 marzo 1985) è un ex calciatore olandese, di ruolo difensore.

## Carriera

### Club
Ha giocato nella massima serie dei campionati olandese, scozzese ed ungherese.